# Пандемија ковида 19 у Нунавуту
Пандемија ковида 19 у Нунавуту је вирусна пандемија болести корона вируса 2019 (ковид 19), нове заразне болести узроковане тешким акутним респираторним синдромом коронавирус 2 (САРС-КоВ-2).
До 6. новембра 2020, Нунавут је остао једина провинција или територија у Канади и једино место у Северној Америци које још није забележило потврђени случај ковида 19. Била су два рана претпостављена случаја, касније је било потврђено да су случајеви били негативни. Такође су се појавиле симптоматичне групе случајева у рудницима у септембру и октобру који су ескалирали захваљујући радницима који су дошли са стране и пренели заразу на територију Нунавута.
Нунавут је 6. новембра 2020. забележио први потврђени случај ковида 19 на својој територији. До средине новембра почели су да се појављују заци о преношењу у заједници, што је навело територију да примени ограничења у погођеним заједницама. Главни медицински службеник Нунавута, Мајкл Патерсон, објавио је 16. новембра да ће блокада на територији целе територије ступити на снагу 18. новембра, враћајући затварање школа и свих небитних предузећа на најмање две недеље.
У мају 2021, рудник Мери ривер у региону Кикикталук на острву Бафин објавио је избијање заразе, са преко 100 запослених позитивних на ковид 19. Већина ових случајева укључивала је Делта варијанту, високо преносиву варијанту вируса. Када је рудник прекинуо рад у мају, послао је много радника у њихове јужне матичне заједнице, што је довело до тога да се варијанта проширила на неколико провинција.
Од 1. фебруара 2022. године, Нунавут је потврдио 1.737 случајева ковида 19, са 1.260 опорављених и пет смртних случајева.

## Временска линија
Дана 28. јануара 2020. године, главни медицински службеник Нунавута, Мајкл Патерсон, изјавио је да је пратио избијање ковида 19 и да се „сарађује са свим нашим колегама, укључујући федералне и територијалне стручњаке за јавно здравље и стручњаке за заразне болести”. Патерсон је навео да Министарство здравља Нунавута врши припреме за могућу епидемију на територији, укључујући едукацију особља о личној заштитној опреми и поступцима тестирања.
Патерсон је сматрао да је ризик да ковид 19 стигне на територију „веома мали“, пошто је територија доступна само ваздушним путем и да није било много путовања између Нунавута и Вухана, Кина „[чак] и у најбољим временима”. Међутим, он је приметио да би недостатак стамбеног простора на територији могао да утиче на многе становнике ако дође до преношења у заједници.  Члан законодавне скупштине Нунавута, Џон Мејн, показао је посебну забринутост према старијима, становницима пренатрпаних домова, владином особљу и становницима који примају приходе, и сугерисао да је концепт „социјалног дистанцирања“ релативно непознат култури Нунавута, јер „ми увек позивамо људе и увек смо позвани да одемо на јело. Уопште није наша култура да не посећујемо."

### Ограничења путовања
Дана 13. марта, Патерсон је издао налог тражећи од становника да смање путовања у земљи и избегавају међународна путовања. Транспорт Канаде је истог дана објавио да ће саобраћај крузера до Нунавута бити обустављен до краја сезоне.
Почевши од 25. марта, забрањен је авиотранспортни улазак у Нунавут лицима која живе ван територије, уз изузеће за критичне медицинске раднике. Становници који се враћају на територију морају да буду у карантину 14 дана у хотелу у Едмонтону, Отави, Винипегу или Јелоунајфу пре повратка. Лица ће бити надгледана од стране чувара који спроводе карантин и биће им обезбеђени оброци. Све ове услуге плаћа влада, 6. маја, премијер Савикатак је одустао од предлога да захтева да путници покрију ове хотелске боравке (по цени од 2.100 долара по особи), јер „путовање у овом тренутку представља ризик и не желимо да поништимо сав тежак посао који је обављен.“ Касније су направљени изузеци за оне који су били на лечењу у Јелоунајфу. Упозорењем о путовању а против путовања унутар територије окончано је 1. јуна, али су остала ограничења.
Дана 15. јуна је објављено да ће путницима са Северозападних територија бити дозвољен улазак у Нунавут, под условом да су били у региону најмање 14 дана пре уласка и да су добили одобрење здравствених званичника Нунавута. 22. јуна, медицинског путовања у Черчил, Манитоба, изузета је од карантинских мера Нунавута, наводећи мали ризик јер није било случајева у граду. 13. јула је најављено да ће ограничења путовања у Черчил бити укинута, али подложна одобрењу здравствених званичника. Дана 16. новембра, северозападне територије су суспендовале своје отворене границе са Нунавутом због прве текуће епидемије на овој територији.

## Утицај
Предвиђа се да ће пандемија имати велики утицај на туристичку индустрију ове територије. Туристички промет ове територије се процењује на 300 милиона долара. Индустрија крстарења потенцијално би могла бити озбиљно погођена. Претходних година је било 55 бродова са преко 10.000 посетилаца.